# Sparbanken Göinge
För den tidigare banken med samma namn, se Sparbanken Göinge (1977–1984).
Sparbanken Göinge är ett bankaktiebolag med verksamhet i Skåne län. Banken ägs av fyra sparbanksstiftelser och är formellt sett en fristående lokal affärsbank, men genom samarbetsavtal står man Swedbank nära. Bolaget bildades genom en sammanslagning av fyra stycken mindre sparbanker 2008 för att kunna möta de krav som ställdes när samarbetsavtalet med Swedbank skulle förnyas.
Bankrörelserna i Glimåkra Sparbank, Röke Sockens Sparbank, Farstorps Sparbank och Vinslövs Sparbank slogs samman till det nya bolaget och fyra stycken nya sparbanksstiftelser skapades för att överta ägandet. Banken har kontor i Glimåkra, Röke, Farstorp och Vinslöv.